# أشرف إبراهيم عطوة
فريق بحري / أشرف إبراهيم عطوة مجاهد (3 ديسمبر 1961 - ) قائد عسكري مصري، يشغل منصب نائب رئيس مجلس إدارة هيئة قناة السويس منذ 3 يوليو 2025، وشغل سابقًا منصب قائد القوات البحرية المصرية منذ 14 ديسمبر 2021 وحتى 2 يوليو 2025.

## التأهيل العسكري
- بكالوريوس الدراسات البحرية سنة 1983.[4]
- فرقة متقدمة تنفذيين 1986.
- فرقة راقية تنفذيين 1996.
- دورة أ.ح تخصص 1999.
- دورة حرب عليا 2008.
- فرقة بحث وانقاذ 2010.
- دورة IMO رقم (7)

## الحياة المهنية
تدرج الفريق أشرف إبراهيم عطوة في مختلف الوظائق بالقوات البحرية المصرية وهي:
- قائد قاعدة البحر الأحمر البحرية.
- قائد الأسطول الجنوبي
- رئيس أركان القوات البحرية.
- نائب قائد القوات البحرية.
- قائد القوات البحرية.

## الميداليات والأنواط
حاز الفريق أشرف إبراهيم عطوة على عدة أنواط وميداليات هي:
- نوط الواجب العسكري من الطبقة الأولى.
- نوط الواجب العسكري من الطبقة الثانية.
- نوط الواجب العسكري من الطبقة الثالثة.
- نوط الخدمة الممتازة.
- نوط تحرير سيناء.
- نوط التدريب من الطبقة الأولى.
- نوط المعركة السعودي.
- ميدالية الخدمة الطويلة والقدوة الحسنة.
- ميدالية 25 يناير.
- ميدالية 30 يونيو.
- ميدالية اليوبيل الفضى لنصر أكتوبر 1973.
- ميدالية اليوبيل الفضى لتحرير سيناء.

## وصلات خارجية
- الموقع الرسمي لوزارة الدفاع المصرية